# Mysterious Power
Mysterious Power је трећи студијски албум музичке групе Ezra Furman and the Harpoons. Објављен је 5. априла, 2011. године након њиховог прошлог албума Inside the Human Body који је био објављен 2008. године. Албум је био последњи албум музичке групе и након њега, Езра Ферман је наставила да снима музику под њеним именом заједно са њеним бендом The Boyfriends.
Албум је дочекан позитивним оценама од критичара. Дневне новине Chicago Sun-Times су албум назвале „радосном буком, расцепаном исповедаоницом и анксиозном вожњом ролеркостером од горе ка доле заједно са лудо-заљубљеном песникињом.‟ Након наступања на South by Southwest-у у марту, бенд је кренуо на турнеју широм Америке.

## Списак песама
| №               | Назив                            | Трајање |  |
| 1.              | Wild Rosemarie                   | 04:01   |  |
| 2.              | I Killed Myself But I Didn't Die | 04:14   |  |
| 3.              | Hard Time In a Terrible Land     | 02:27   |  |
| 4.              | Mysterious Power                 | 03:08   |  |
| 5.              | Teenage Wasteland                | 02:09   |  |
| 6.              | Bloodsucking Whore               | 04:22   |  |
| 7.              | Don't Turn Your Back On Love     | 05:48   |  |
| 8.              | Portrait of Maude                | 02:45   |  |
| 9.              | Fall In Love With My World       | 02:42   |  |
| 10.             | Too Strung Out                   | 01:51   |  |
| 11.             | Heaven at The Drive-In           | 03:48   |  |
| 12.             | Wild Feeling                     | 04:20   |  |
| Укупно трајање: | Укупно трајање:                  | 41:35   |  |